# Darts
A darts angol eredetű játék és sport, amelynek során apró nyilakkal dobnak egy kör alakú céltábla különböző pontértékű szektoraira. A dart angolul maga is nyilat, dárdát és fullánkot jelent. A cél látszólag a tábla közepét eltalálni, de a darts lényege nem ez, hanem a szektorok pontértékei alapján minél előbb meghatározott pontot szerezni. A játék célja a versenyszabályban meghatározott számú játszmát nyerni, ezt leg-nek hívják. Egy leg az 501 pontról indul és a játékos által dobott pontot mindig kivonják a maradék pontjaiból. Aki először éri el a 0 pontot úgy, hogy az utolsó dobás dupla szektort talál az nyeri meg a leget.
A játékosok felváltva dobnak körönként 3-3 nyilat. A dobás értékét a nyíl által eltalált szektor száma adja meg.
A dartsban legeket, és szetteket kell nyerni. A legtöbb versenyen egy nyert leg automatikusan egy megnyert szettnek számít, a világbajnokságokon viszont három leg után nyer a versenyző egy szettet. Az előre meghatározott számú szettet nyerő játékos nyeri a mérkőzést.
Általában pubokban és kocsmákban játsszák a világ minden részén, de a legnagyobb versenyek és szervezetek az Egyesült Királyságban, az Egyesült Államokban, Hollandiában, valamint a skandináv országokban működnek. A sport legfőbb irányító szervezete a World Darts Federation (WDF), a legprofibb játékosok azonban a Professional Darts Corporation (PDC) versenyein vesznek részt, így a világbajnokságon is. Bár a játékot már a 19. században is játszották, az angol parlament csak 2001-ben nyilvánította hivatalosan sporttá.
A dartsban két szakágat különböztetnek meg, a tábla és a nyilak anyagától függően. Steel dartsnak nevezik azt a játékot, amikor fémhegyű (steel=acél) nyíllal szizál (vagy ritkábban egyéb anyagú) táblára dobnak, soft dartsnak pedig azt, amikor a játékosok automata gépekre játszanak műanyag hegyű nyilakkal. Mivel a nemzetközi versenyeken és a Vb-n is fémhegyű nyilakkal játszanak, a steel darts-ot egyszerűen a darts szóval azonosítják.

## Története

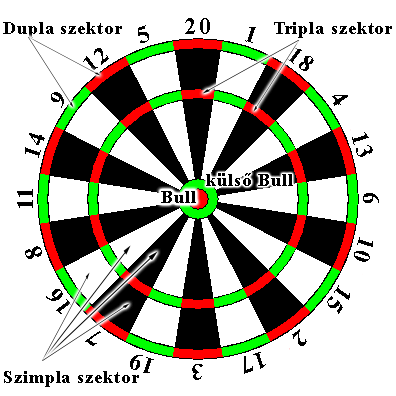
a Darts tábla felosztása

### A játék eredete
A legenda szerint néhány száz évvel ezelőtt egy átfázott angol íjász elhatározta, hogy kellemesebb módot választ a gyakorlásra a téli hónapokban. Letette íját, levágott a nyílvesszőjéből és elvonult a közeli pub kellemes melegébe és kényelmébe, ahol ügyességét úgy gyakorolta, hogy a lerövidített nyílvesszőket a falra akasztott farönkszeletbe dobta. Mellé állt egy másik íjász, aki megpróbált az előzőnél jobb eredményt elérni és ezzel megszületett a vetélkedés, a játék, a sport.

### Az első szövetségek és világbajnokság
A kezdeti időszakban a sport a brit civilizációval érintett területeken terjedt el. A ma érvényes szabályzatok alapját képező versenyszisztémát első alkalommal – mint annyi más sportnál – Nagy-Britanniában dolgozták ki a 19. század végén és akkor alakultak az első szervezetek és klubok is. 1896-ban született meg mai formája, melyet Brian Gamlin helyezett el 20 számot a táblán.
Az első brit nemzeti szövetség 1924-ben jött létre. Mivel előtte sokan szerencsejátéknak tartották, ez a szervezet fogalmazta meg először, hogy a darts egy olcsó, tisztán ügyességi játék. 1928-tól egészen az ötvenes évekig a legjelentősebb darts-verseny a Londoni Sunday által szponzorált News of World volt.
A sport fejlődése a hatvanas évek végén, a hetvenes évek elején jelentősen felgyorsult, izgalmas, népszerű sporttá fejlődött. A szinte robbanásszerű fejlődésben – a sport alapvető tulajdonságából eredő népszerűségen kívül – két tényező játszott fontos szerepet. Az egyik: a technikai fejlődés, a felszerelések gyártói képesek lettek a nyilakat volfrám ötvözetből készíteni, ami elősegítette az eredmények jelentős javulását. A másik, talán az első tényezőnél fontosabb: 1973-ban Oliver A. Croft vezetésével alakult brit nemzeti szövetség, a British Darts Organization (BDO), a televízió nyilvánossága elé vihette a dartsot. 1978-ban ők rendezték meg az első darts-világbajnokságot, melyet a walesi Leighton Rees nyert meg.
A BDO megalakulását sorra követték más nemzetek szervezeteinek, szövetségeinek megalakulása az Egyesült Államokban, Svédországban, Ausztriában, Belgiumban és Új-Zélandon. 1976-ban brit kezdeményezésre megalakult a nemzetközi szervezet, a World Darts Federation. Ez a szervezet dolgozta ki és tartja karban a nemzetközi versenyszabályzatot, a ranglista rendszert, szervezi és ellenőrzi a nemzetközi ranglista alapját képező versenyeket, és a sportág népszerűsítését. A WDF 1992. december 14.-én immár 48. tagként soraiba felvette a Magyar Darts Szövetséget.
A versenyzők és a versenyek nagy száma egy körültekintő, területekre, szintekre tagozódó versenyrendszert, komoly szervezettséget igényel. A havonta megjelenő hatvannyolc oldalas Darts World magazin Anthony J. Wood szerkesztésével, folyamatos tájékoztatást ad a versenyek állásáról és figyelemmel kíséri a sportág eseményeit szerte a világon. A műholdas sport tv-csatornák kamerái ott vannak a jelentős versenyeken, azok izgalmát eljuttatják a sportcsarnokokból az otthonokba. A számos évente rendezett verseny közül a legjelentősebb a Világ Kupa. Nagy-Britannia területén jelenleg már több mint 6,5 millió játékos versenyez rendszeresen. A WDF-nek ma már 52 tagja van. 1992-ben megalakult a Professional Darts Corporation (PDC), amely ma a legfontosabb nemzetközi versenyeket rendezi. Bár később indult, mint a BDO, a játékosok idővel mégis inkább a PDC versenyeire neveztek.

### A soft darts megjelenése
A darts egyre növekvő népszerűségének újabb hatalmas lökést adott a játék gépesített változata, az úgynevezett soft darts játék. Itt a játék lényege nem változott, viszont a verseny menete leegyszerűsödött, hisz a játék levezetését a gép saját maga végzi el, látványosabbá és szórakoztatóbbá téve ezzel a játékot. Mára a világon számos cég gyárt soft gépet, melynek köszönhetően látványos nagy érdeklődést keltő nemzetközi versenyek kerülnek megrendezésre, melyek a média sport közvetítéseiben előkelő helyen szerepelnek. Ezáltal egyre több ember kap állandó információt a darts játékról és kedvet ahhoz, hogy maga is elkezdjen játszani.
Az európai gép gyártók 1996 végén létrehozták az Európai Darts Uniót (EDU), mely csak a soft játékstílust képviseli. Megszervezte az évenkénti tíz fordulós nemzetközi bajnokságot, amelynek fordulói egyes tagországokban kerülnek megszervezésre, így Svájc, Németország, Spanyolország, Olaszország, Ausztria, Szlovénia, Csehország, Magyarország és Horvátország ad otthont a fordulóknak.
A darts játék egyre nagyobb ismeretségének köszönhető, hogy a 2001-ben az angol parlament hivatalosan is sporttá nyilvánította, és ezzel egy időben megtörtént a darts olimpiai szakszövetségek közé történő felvételének kérelme.

## A játék szabályai

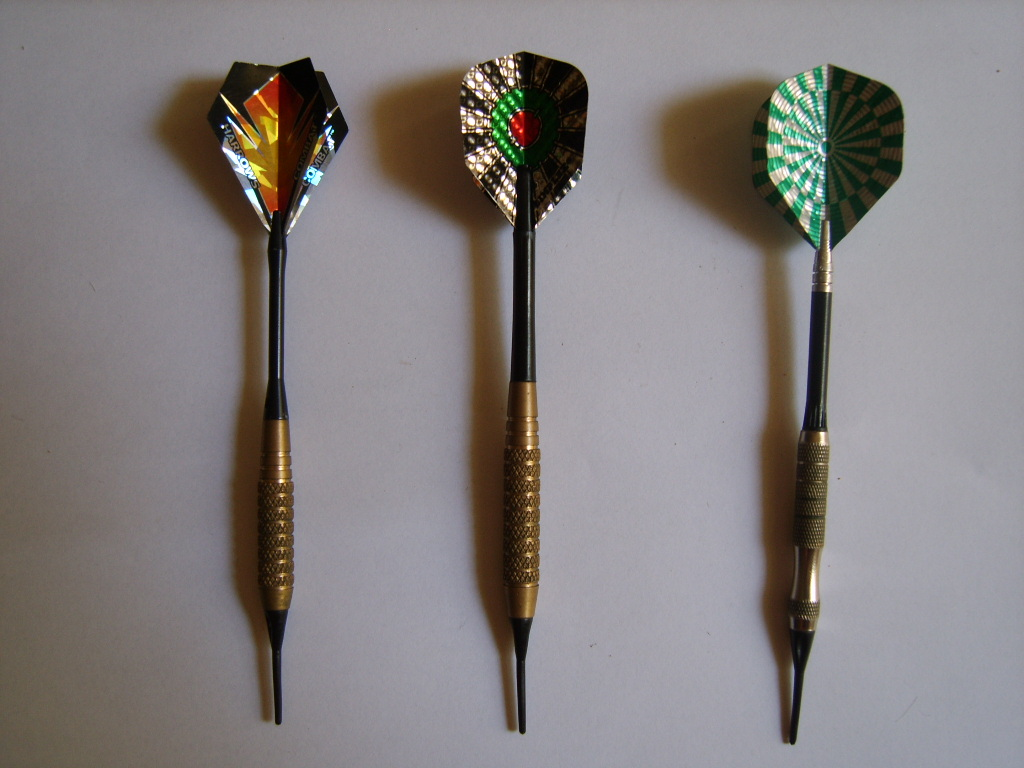
Műanyag hegyű darts nyilak, amikkel a játékosok automata gépekre játszanak.

Az alábbi szabályok érvényesek általában a darts sportágban, ám a különböző versenyek kiírásaiban ezek változhatnak, valamint egyéb szabályokkal egészülnek ki.

### A tábla elhelyezése
- A táblától 237 cm-re kell állnia a dobónak.
- A tábla középpontjának magassága a talajtól mérve 173 cm (egy hat láb, vagy 183 cm magas ember szemmagassága).

### Dobás
- Dobásnál mindkét lábnak a dobóvonal mögött kell lennie.
- Az eldobott nyilat akkor sem lehet újra eldobni, ha az nem érte a táblát.
- Az elejtett nyílért a dobóvonalon belülre is be lehet lépni.

### Számolás
- Steel játékban csak a táblából a játékos által kivett nyilak pontértéke számít.
- Soft játéknál 'amit a gép megad' elv érvényesül. /A Magyar Darts Szövetség szabályzata alapján ez alól kivételt képez a kiszálló szektorra dobott utolsó nyíl. Abban az esetben ha az bent áll a táblában, de a gép mégis tévesen számolta./

### Játékok
- '01 játékok (901, 701, 501, 301 ezek ugyanazon elven mennek végig, csapatjátékban 1001-gyel szokás kezdeni)
- Cricket (3*20, 3*19, 3*18, 3*17, 3*16, 3*15, 3*tripla, 3*dupla, 3*bull)
  - Short Cricket (3*20, 3*19, 3*18, 3*17, 3*16, 3*15, 3*bull)
  - Ausztrál Cricket
- Shanghai
- Bull Master

Double in
A pontokat akkor kezdik el számolni, amikor a játékos a leg során bármelyik duplával beszáll. Ha a játékos nem tud beszállni a körben, 501 pontja marad. A legmagasabb elérhető pontszám beszállásból a 170 (BULL,T20,T20). A leg ezután ugyanúgy 0 pont eléréséig tart.

## Darts fogalomtár

Elérhető pontszámok szektorok szerint

- kilencnyilas: 501 dupla kiszállás játék teljesítése a minimálisan szükséges 9 nyíl eldobásával.
- dupla be: '01 játékban dupla be esetén csak akkor kezdődik a pontok levonása, miután a játékos egy dupla szektort dobott.
- dupla ki: '01 játékban dupla kiszállóról beszélünk, ha a játékot dupla szektor eltalálásával kell befejezni, azaz pontjainkat 0-ra csökkenteni.
- break: Ha a játékos úgy nyer meg egy leget, hogy annak legelején nem ő kezdte meg a dobást.
- Leg: egy játszma a mérkőzésen
- Choke:  A játékos elrontja a meccsnyilat.
- 3 in a bed: 3 nyíl eldobása ugyanabba a szektorba.
- Black dog: Két bull egymás után.
- Married man's side: A tábla bal oldala, ahol magasabbak a pontértékek.
- Big fish: A legmagasabb kiszálló: 170.
- Baby fish: A 130-as kiszálló.
- Lord Nelson: A pontszám értéke pontosan 111.
- Ton: A pontszám értéke pontosan 100.
- Connaught Rangers: A pontszám értéke pontosan 88.
- Steady: A pontszám értéke pontosan 60.
- Bag of nuts:  A pontszám értéke pontosan 45.
- Weaver's donkey: A pontszám értéke pontosan 42.
- Bed and breakfast: A pontszám értéke pontosan 26.
- Bull Calf: A pontszám értéke pontosan 23.
- Circle-it: A pontszám értéke kevesebb 10-nél.

## Fontosabb versenysorozatok

### PDC-világbajnokság(World Darts Championship)
A világbajnokság a legrangosabb dartstorna a világon. December közepétől január elejéig tart. A mérkőzéseket a londoni Alexandra Palace-ban játsszák. A meccsekben szettekre mennek. Az Order of Merit és a Pro Tour ranglista legjobb 32 játékosa, illetve nemzetközi kvalifikációs kijutottak vehetnek részt. Az összdíjazás 2.500.000 £, ami így oszlik fel:
| Hely             | Pénznyeremény |
| ---------------- | ------------- |
| Győztes          | 500.000 £     |
| Döntős           | 200.000 £     |
| Elődöntős        | 100.000 £     |
| Negyeddöntős     | 50.000 £      |
| Negyedik forduló | 35.000 £      |
| Harmadik forduló | 25.000 £      |
| Második forduló  | 15.000 £      |
| Első forduló     | 7.500 £       |

Ladbrokes Masters
A Masters egy január végén megrendeződő torna, ahol az Order of Merit legjobb 24 játékosa kerül egyenes kieséses szakaszba. A torna a Milton Keynes-ben lévő Marshall Arenában kerül megrendezésre. A mérkőzéseket legekre játsszák.
- A Masters bajnokai:

- 2010-es évek
- 2013: Phil Taylor
- 2014: James Wade
- 2015: Michael van Gerwen
- 2016: Michael van Gerwen
- 2017: Michael van Gerwen
- 2018: Michael van Gerwen
- 2019: Michael van Gerwen

- 2020-as évek
- 2020: Peter Wright
- 2021: Jonny Clayton
- 2022: Joe Cullen

## Neves versenyzők

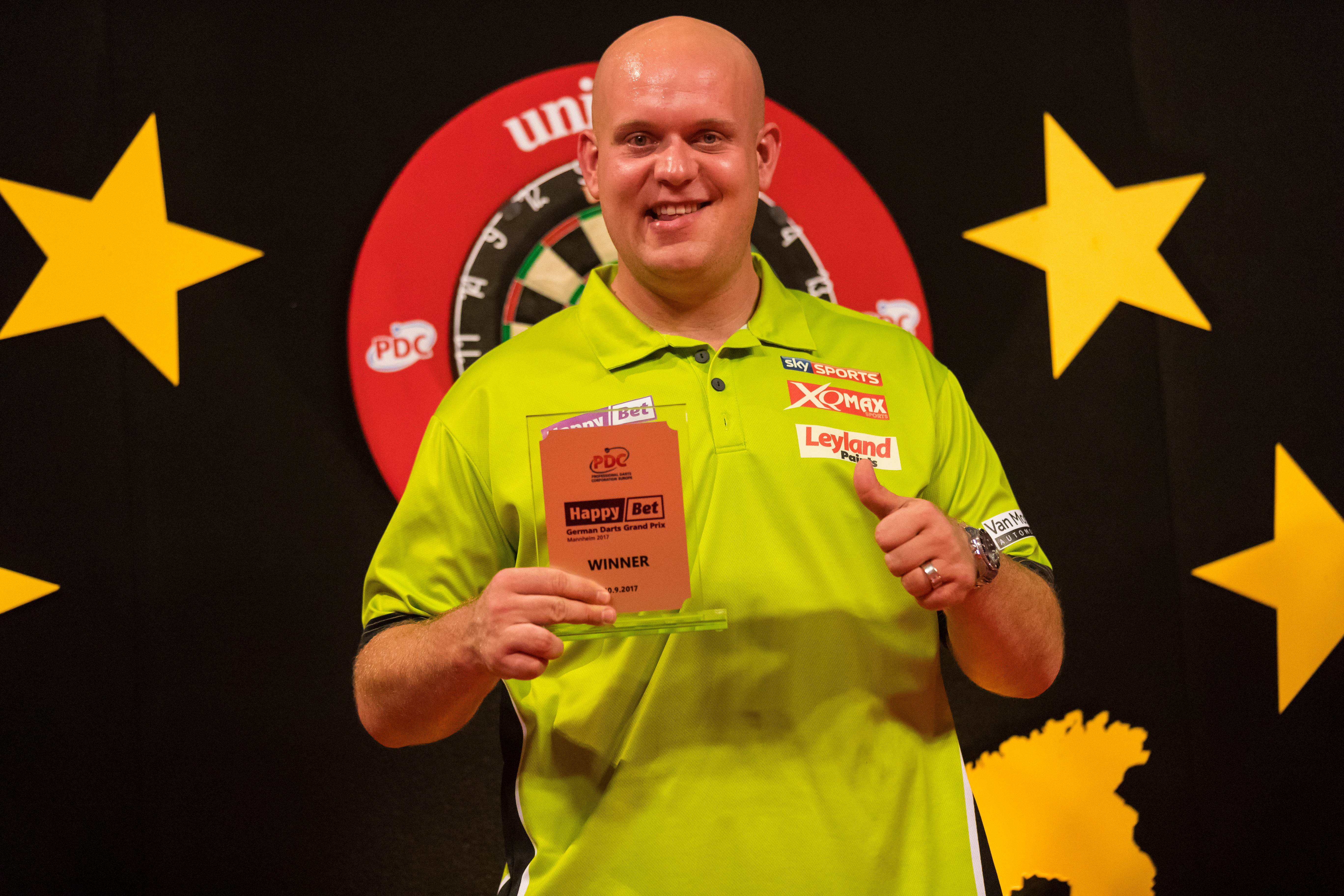
Michael van Gerwen egy 2017-es versenyen

Az első, igazán híres játékosnak az angol John Lowe-t tartották, aki 1979-ben nyert először Vb-t, majd ezt még két másik Vb siker követte. Ő volt az első játékos, aki televízió által közvetített mérkőzésen 9 nyilas kiszállót ért el. Igazán sikeres játékos volt Eric Bristow, aki 1980 és 1986 között 5 alkalommal nyert világbajnokságot. Az első, európán kívüli játékos, aki Vb-t nyert, a kanadai John Part volt, ő 1994-ben győzött először, majd 2003-ban és 2008-ban is az ő kezébe került a trófea.
A sportág történelmének legjobb játékosa viszont minden kétséget kizáróan Phil Taylor, aki a BDO és a PDC szövetségeknél elért sikereket összesítve 16 alkalommal tudta megnyerni a darts-világbajnokságot, ami rekord, emellett az összes major tornát is megnyerte legalább egyszer. A legtöbbszörös Vb-győztesek listáján második helyen áll a holland Raymond van Barneveld, aki a BDO-nál négyszer győzött, majd első PDC-s világbajnokságán, 2007-ben is nyerni tudott. A szintén holland Michael van Gerwen 2014-ben nyert először Vb-t, majd 2016-ban tökéletes évet zárt: az összes major tornán győzni tudott, így Taylor után ő lett az első, akinek minden fontos nemzetközi versenyen van tornagyőzelme.

## Világranglista
A WDF, a BDO és a PDC mindegyike egyaránt fenntartja saját ranglistáját. Ezeket a listákat gyakran használják a különböző versenyek ágrajzainak, "kiemeléseinek" meghatározásához. A WDF rangsor az előző 12 hónapos teljesítményen alapul, a BDO minden rangsorpontját nullára állítja vissza, miután a világbajnokságok sorsolásait meghatározták, a PDC Érdemrendje (angolul: Order of Merit) pedig az elmúlt két év alatt nyert pénzdíjon alapul. Mivel jelenleg a PDC versenyein vesznek részt a legjobb játékosok, ezért az ő ranglistájuk számít az első számúnak.
- A PDC ranglistájának első 64 helyezettje (2024. január 05.)

| Hely | Versenyző             | Pénzdíj    |
| ---- | --------------------- | ---------- |
| 1.   | Luke Humphries        | £1,495,500 |
| 2.   | Michael van Gerwen    | £1,132,250 |
| 3.   | Michael Smith         | £1,106,250 |
| 4.   | Nathan Aspinall       | £637,500   |
| 5.   | Gerwyn Price          | £637,250   |
| 6.   | Rob Cross             | £590,500   |
| 7.   | Danny Noppert         | £527,750   |
| 8.   | Peter Wright          | £511,250   |
| 9.   | Jonny Clayton         | £490,000   |
| 10.  | Dave Chisnall         | £489,500   |
| 11.  | Damon Heta            | £478,250   |
| 12.  | Joe Cullen            | £440,750   |
| 13.  | Dirk van Duijvenbode  | £438,750   |
| 14.  | Dimitri Van den Bergh | £408,000   |
| 15.  | Chris Dobey           | £378,750   |
| 16.  | Stephen Bunting       | £371,250   |
| 17.  | Ross Smith            | £371,000   |
| 18.  | Andrew Gilding        | £358,000   |
| 19.  | James Wade            | £349,000   |
| 20.  | Ryan Searle           | £334,750   |
| 21.  | Josh Rock             | £324,500   |
| 22.  | Gabriel Clemens       | £321,000   |
| 23.  | Martin Schindler      | £300,250   |
| 24.  | Krzysztof Ratajski    | £298,500   |
| 25.  | Jose De Sousa         | £274,000   |
| 26.  | Daryl Gurney          | £269,250   |
| 27.  | Gary Anderson         | £267,250   |
| 28.  | Brendan Dolan         | £259,000   |
| 29.  | Raymond van Barneveld | £230,500   |
| 30.  | Scott Williams        | £205,750   |
| 31.  | Luke Littler          | £202,500   |
| 32.  | Kim Huybrechts        | £186,750   |
| 33.  | Madars Razma          | £175,750   |
| 34.  | Callan Rydz           | £170,750   |
| 35.  | Martin Lukeman        | £163,500   |
| 36.  | Ricardo Pietreczko    | £157,250   |
| 37.  | Ryan Joyce            | £151,250   |
| 38.  | Luke Woodhouse        | £150,250   |
| 39.  | Mike De Decker        | £139,000   |
| 40.  | Jim Williams          | £137,750   |
| 41.  | Keane Barry           | £128,500   |
| 42.  | William O'Connor      | £128,250   |
| 43.  | Gian van Veen         | £122,500   |
| 44.  | Simon Whitlock        | £120,250   |
| 45.  | Alan Soutar           | £118,500   |
| 46.  | Ricky Evans           | £115,500   |
| 47.  | Jermaine Wattimena    | £113,500   |
| 48.  | Matt Campbell         | £113,250   |
| 49.  | Rowby-John Rodriguez  | £111,500   |
| 50.  | Steve Beaton          | £111,250   |
| 51.  | Boris Krcmar          | £101,750   |
| 52.  | Adrian Lewis          | £101,250   |
| 53.  | Vincent van der Voort | £97,000    |
| 54.  | Cameron Menzies       | £94,500    |
| 55.  | Mensur Suljović       | £94,000    |
| 56.  | Mickey Mansell        | £93,500    |
| 57.  | Jamie Hughes          | £91,250    |
| 58.  | Ritchie Edhouse       | £89,500    |
| 59.  | Ryan Meikle           | £87,000    |
| 60.  | Florian Hempel        | £86,750    |
| 61.  | Adam Gawlas           | £86,500    |
| 62.  | Kevin Doets           | £83,500    |
| 62.  | Mervyn King           | £81,750    |
| 64.  | Ian White             | £80,750    |
| 65.  | Martijn Kleermaker    | £80,000    |